# Feira do Livro de Frankfurt
A Feira do Livro de Frankfurt (em alemão: Frankfurter Buchmesse) é maior encontro mundial do setor editorial, tendo uma tradição que se estende ao longo de mais de 500 anos na cidade alemã de Frankfurt am Main. É realizada no complexo de edifícios chamado Frankfurter Messe, e ocorre no mês de outubro de cada ano.
Ao contrário de outros eventos similares, como a BEA (BookExpo America) dos Estados Unidos, a Feira de Frankfurt só fica aberta ao público em geral nos seus dois últimos dias: o encontro é voltado principalmente para os profissionais da produção e comercialização de livros tais como editores, bibliotecários, representantes de direitos autorais, livreiros, agentes, autores, etc. - envolvidos na criação, venda e licenciamento de obras.

## Histórico
A primeira feira do livro foi realizada por livreiros locais logo após Johannes Gutenberg ter desenvolvido a impressão em letras móveis em Mainz, perto de Frankfurt; a primeira edição, segundo algumas fontes, teria ocorrido já em 1478: Peter Weidhaas (diretor do evento entre os anos de 1978 a 2000) conta que Henrique VIII de Inglaterra enviara sir Thomas Bodley à Feira a fim de adquirir obras para a nova biblioteca da Universidade de Oxford (batizada de Biblioteca Bodleiana em sua homenagem).
Durante a Contrarreforma a feira foi bastante prejudicada em razão da censura promovida pela Igreja Católica, de tal forma que sua importância declinou até que Leipzig, protestante, se tornou o principal centro editorial da Alemanha no século XVII.
Após a Segunda Guerra Mundial o evento foi retomado, em 1949, quando a cidade recebeu 205 expositores do país.

## Convidados de Honra
Desde 1976 que um país é "convidado de honra" da Feira.
Em 2013 o Brasil foi escolhido como convidado de honra daquela edição Feira do Livro de Frankfurt; 
Em 2020, com o advento da pandemia de Covid-19, além de outros fatores sociais e desafios mundiais, o evento foi dedicado ao código internacional de sinais, com o tema "Signals of hope" (Sinais da esperança, em livre tradução), onde cada um pode participar ao completar a frase "esperança é..." O país convidado deste ano fora o Canadá, mas a pandemia fez com que o país transferisse sua participação física para 2021, limitando-se à presença virtual; os países homenageados nos anos seguintes - Espanha, Eslovênia e Itália - também concordaram em adiar em um ano suas participações de honra (para 2022, 2023 e 2024, respectivamente).

### Relação de países homenageados
| Ano  | Convidado de Honra / Tema       |                                 | Lema                                                       |
| ---- | ------------------------------- | ------------------------------- | ---------------------------------------------------------- |
| 1976 | América Latina                  | Literatura da América Latina    |                                                            |
| 1978 | Kind und Buch (Criança e livro) |                                 |                                                            |
| 1980 | África subsariana               |                                 |                                                            |
| 1982 | Religões                        |                                 |                                                            |
| 1984 | George Orwell                   |                                 |                                                            |
| 1986 | Índia                           | Literatura indiana              | Wandel in Tradition (Mudança na tradição)                  |
| 1988 | Itália                          | Literatura italiana             | Italienisches Tagebuch (Diário italiano)                   |
| 1989 | França                          | Literatura francesa             | L’Automne français (Outono francês)                        |
| 1990 | Japão                           | Literatura do Japão             | Antes e Agora                                              |
| 1991 | Espanha                         | Literatura da Espanha           | La Hora de España (A Hora da Espanha)                      |
| 1992 | México                          | Literatura do México            | Ein offenes Buch (Um livro aberto)                         |
| 1993 | Flandres e os Países Baixos     | Literatura Flamenga e holandesa | Weltoffen (Mente aberta)                                   |
| 1994 | Brasil                          | Literatura do Brasil            | Begegnung von Kulturen (Encontro de culturas)              |
| 1995 | Áustria                         | Literatura Austríaca            |                                                            |
| 1996 | Irlanda                         | Literatura irlandesa            | Und seine Diaspora (E a sua diáspora)                      |
| 1997 | Portugal                        | Literatura portuguesa           | Wege in die Welt (Caminhos no mundo)                       |
| 1998 | Suíça                           | Literatura suíça                | Hoher Himmel – enges Tal (Altos céus – vales estreitos)    |
| 1999 | Hungria                         | Literatura húngara              | Unbegrenzt (ilimitado)                                     |
| 2000 | Polónia                         | Literatura polaca               | ©Poland                                                    |
| 2001 | Grécia                          | Literatura grega                | Neue Wege nach Ithaka (Novos caminhos para Ítaca)          |
| 2002 | Lituânia                        | Literatura lituana              | Fortsetzung folgt (A ser continuado)                       |
| 2003 | Rússia                          | Literatura da Rússia            | Neue Seiten (Novas páginas/perspectivas)                   |
| 2004 | Mundo Árabe                     | Literatura árabe                | Arabische Welt                                             |
| 2005 | Coreia                          | Literatura coreana              | Enter Korea                                                |
| 2006 | Índia                           | Literatura indiana              | Today’s India                                              |
| 2007 | Países Catalães                 | Literatura catalã               | Singular i Universal (Singular e geral)                    |
| 2008 | Turquia                         | Literatura turca                | Faszinierend farbig (Fascinantemente colorida)             |
| 2009 | China                           | Literatura da China             | Tradition & Innovation                                     |
| 2010 | Argentina                       | Literatura da Argentina         | Kultur in Bewegung (Cultura em movimento)                  |
| 2011 | Islândia                        | Literatura da Islândia          | Sagenhaftes Island (Islândia fabulosa)                     |
| 2012 | Nova Zelândia                   | Literatura da Nova Zelândia     | Bevor es bei euch hell wird (Enquanto dormes)              |
| 2013 | Brasil                          | Literatura do Brasil            | Ein Land voller Stimmen                                    |
| 2014 | Finlândia                       | Literatura da Finlândia         | Finnland. Cool.                                            |
| 2015 | Indonésia                       | Literatura da Indonésia         | 17.000 Inseln der Imagination (17.000 Ilhas de Imaginação) |
| 2016 | Flandres e os Países Baixos     | Literatura Flamenga e holandesa | Dies ist, was wir teilen (Isto é o que partilhamos)        |
| 2017 | França                          | Literatura francesa             | Francfort en français (Frankfurt em francês)               |
| 2018 | Geórgia                         |                                 |                                                            |
| 2019 | Noruega                         | Literatura da Noruega           |                                                            |
| 2020 | — Adiado em razão da pandemia — |                                 | "Hope is..." ("Esperança é...")                            |
| 2021 | Canadá                          | Literatura do Canadá            |                                                            |
| 2022 | Espanha                         | Literatura de Espanha           |                                                            |
| 2023 | Eslovênia                       |                                 |                                                            |
| 2024 | Itália                          |                                 |                                                            |